# کوه اوبزویشن (آلبرتا)
کوه اوبزویشن (به انگلیسی: Observation Peak) یک کوه در کانادا است که در آلبرتا واقع شده‌است. کوه اوبزویشن ۳٬۱۷۴ متر بالاتر از سطح دریا واقع شده‌است.